# Centro scout internazionale di Kandersteg
Il centro scout internazionale di Kandersteg (Kandersteg International Scout Centre - KISC) si trova a Kandersteg (Svizzera) ed è uno dei centri mondiali dell'Organizzazione mondiale del movimento scout.
Situato sulla linea ferroviaria che unisce Benelux e Germania all'Italia, 65km a sud di Berna, Kandersteg è ottimamente servito da treni veloci. Nell'alta stagione un autobus collega la stazione ferroviaria al centro, che si trova a sud del paese.
Il centro è aperto agli scout (e ai membri del movimento parallelo del guidismo) per tutto l'anno, e ai non scout per gran parte dell'anno. Ogni anno visitano il centro più di 17.000 giovani da oltre 50 paesi differenti.

## Storia

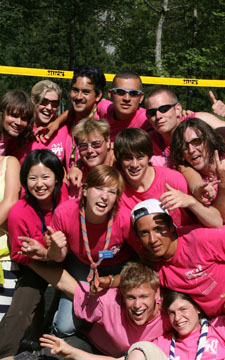
Kandersteg Staff

Durante il primo Jamboree mondiale (Londra, agosto 1920), Robert Baden-Powell espresse il desiderio di un luogo d'incontro internazionale permanente. Nel 1921 il capo scout della Svizzera, Walther von Bonstetten, in vacanza a Kandersteg scoprì uno chalet costruito nel 1908 per gli operai del tunnel ferroviario del Lötschberg e abbandonato nel 1913 al completamento dei lavori. Von Bonstetten ne scrisse a Baden-Powell: con il consenso di questi nel febbraio 1923 fu fondata la Scouts International Home Association; il 12 aprile 1923 lo chalet e il terreno furono acquistati per 15.100 franchi svizzeri e nacque il centro. Altri acquisti seguirono nel 1929 e negli anni cinquanta: il centro è oggi vasto 17 ettari.
Baden-Powell visitò il centro nel 1930 e nel 1931 vi ebbe luogo il primo World Scout Moot, cui parteciparono 2.500 rover. Von Bonstetten morì nel 1949. Il centro ospitò anche il quinto World Scout Moot nel 1953, con 4.000 partecipanti, e il nono, con 2.000 partecipanti da oltre 50 paesi, nel 1992. Inoltre, nel 1979 vi ebbe luogo Camp Kristall, uno dei vari eventi organizzati per l'Anno mondiale del jamboree del 1979 (in quell'anno si sarebbe dovuto tenere un Jamboree in Iran, che fu cancellato a causa della Rivoluzione Islamica). Nel 2007 ha ospitato il Kanderjam, un evento per circa 2000 scout e guide nello stesso periodo del Jamboree mondiale del 2007.

## Attività
Il programma di attività offerto dal centro si fonda sui tre temi dell'amicizia internazionale, dell'avventura alpina e dell'ambiente. 
Con l'eccezione di un direttore a tempo pieno, lo staff è composto da volontari internazionali, che indossano il fazzolettone scout su una uniforme rosa: per questo motivo i membri dello staff del centro scout sono chiamati "pinkies".

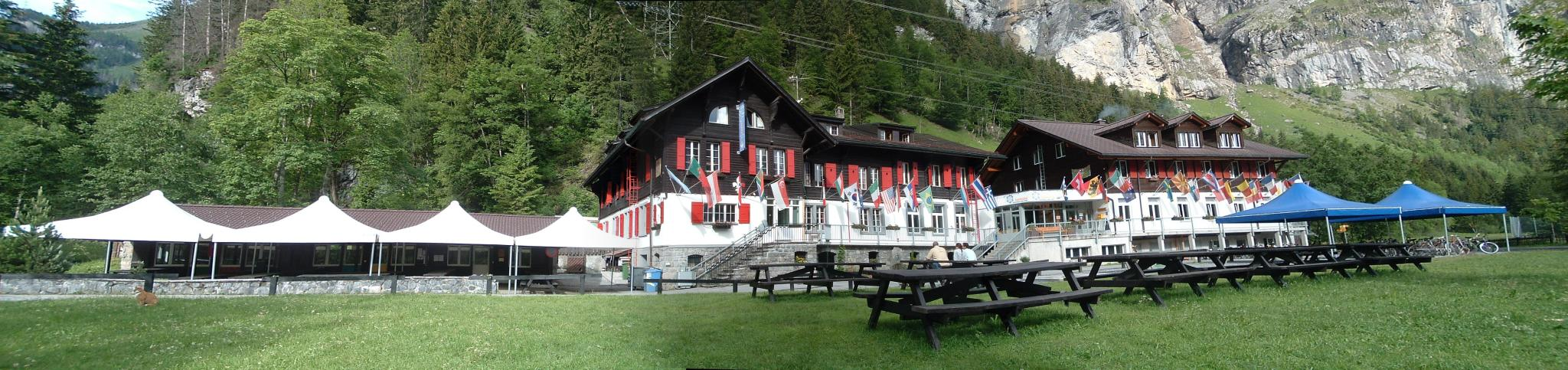
Lo chalet